# Ellencsapás (Csillagkapu)

## Cselekmény
|  | Alább a cselekmény részletei következnek! |

A csk-1 felderítést végez egy bolygón, ahol az egyik Ori hajó szállt le. Kiderül, hogy Adria, Vala lánya is azon a hajón van. Miután Adria megtartja lelkesítő beszédét a helyi népnek, a bolygó felett keringő Odyssey a kapuból kiáramló energiajelet észlel. A csapatot sikerül időben felsugározni a bolygó felszínéről. A hajó érzékelői nem mutatnak életjelet a felszínen. 
A CSKP-ra érkezik eközben Bratac, aki elmondja Landry tábornoknak, hogy Jaffa Tanács új vezetője használta a Dakarán lévő szuper fegyvert, amivel előzőleg a replikátorokat irtották ki. Teal'c szégyelli, amiért ezt tették a testvérei, Cameron azzal vigasztalja, hogy elmondja véleményét, miszerint a Jaffák félnek és kétségbe esettek. A csk-1, Carter alezredes javaslatára, felderítést végez, az immár elnéptelenedett Ori hajón. Miközben a felderítést végzik, Sam megtalálja a hajó irányítótermét. Azonban nem tudják beindítani, mert csak egy hírnök agya képes rá. Teal'c és Mitchell találkozik a hajón néhány jaffával, akik el akarják foglalni a hajót, azzal az indokkal, hogy ők pusztították el az Ori legénységet. 
Az Odyssey felsugározná a legénységet, mert tűzharc alakult ki Teal'c, Mitchell és a jaffák között, de nem tudják végrehajtani, mivel valószínűleg Sam bekapcsolta a pajzsot a hajó körül, és emiatt túl gyenge a jel felsugárzáshoz. Landry tábornok elutazik a Dakarára, hogy beszéljen a Tanács vezetőjével, aki azonban elmondja, nem áll szándékában leállítani a fegyvert, mert nem lesz így akkora veszteségük, mint ha vereséget szenvednének. Eközben az Ori hajón lévő jaffa csapatok elfogják Teal'c-et és Cameront, és megadásra szólítják fel a csapat többi tagját. Daniel jelentkezik is, de még mielőtt a jaffa vezér elé vihették volna Danielt és Valát, megjelenik Adria és megöli az őröket. Adria nagy örömmel köszönti anyját, aki viszont kevésbé örül ennek. Adria kíváncsi lesz, hol van a fegyver, és mi az egyáltalán, ezért először Danielből próbálja kiszedni a címet, de nem sikerül, ezután egy jaffát kínoz meg, aki végül ki nyögi a helyet: Dakara. Adria ezután beindítja a hajót és az űrben keringő három Hata'kot megsemmisíti, majd belép a hipertérbe. 
A Jaffa Tanács vezetője megvádolja Landry tábornokot azért, mert szerinte a csk-1 robbantotta fel a három jaffa hajót. Teal'c és Mitchell elindulnak megkeresni Danielt és Valát, eközben Sam megpróbálja szabotálni a hajót. Adria elmagyarázza Valának, hogy ha nem áll mellé az anyja, addig nem járhat sikerrel, Daniel pedig megkérdezi, mennyi hajó várható még, Adria erre azt válaszolja, hogy nagyon sok, és kb. egy éven belül az egész galaxis meg lesz térítve. Az Ori hajó megérkezik a Dakarára. Sam kikapcsolja a pajzsot, és kéri hogy sugározzák át a csapatot. Ez meg is történik, eközben a jaffák beindítják az ős-fegyvert, de nincs semmi hatása a hajóval szemben. Az Ori hajó tüzel, és végül elpusztítja a dakarai ős-fegyvert. Landry és Bratac az utolsó pillanatban elmenekül a csillagkapun át. A zárójelenet a CSKP-n játszódik, ahol Teal'c közli, hogy az Ori további öt bolygót hódított meg.
|  | Itt a vége a cselekmény részletezésének! |